# Rasa de la Pineda
La Rasa de la Pineda és un torrent afluent per l'esquerra de la Riera de Navel que neix a llevant del poble de Montclar.

## Municipis per on passa
La rasa transcorre íntegrament pel terme municipal de Montclar.

## Xarxa hidrogràfica
La xarxa hidrogràfica de la Rasa de la Pineda està integrada per 8 cursos fluvials que sumen una longitud total de 5.198 m.

### Distribució per termes municipals
Tota la xarxa transcorre pel terme municipal de Montclar.